# مفاعل تريغا

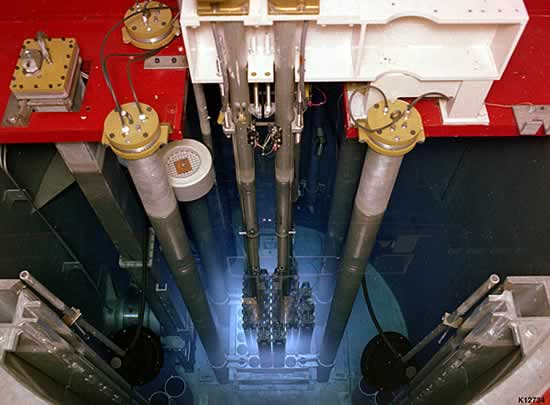
صورة لقلب مفاعل تريغا. وتتسبب إشعاع شيرنكوف في الوهج الأزرق.

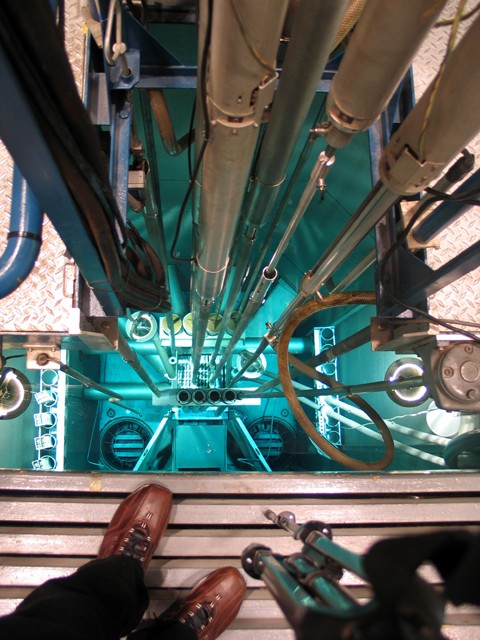
مفاعل حوض السباحة، صورة لقلب المفاعل من الصالة العلوية ، وتـُرى أنابيب تدلية العينات لإنتاج نظائر مشعة.

تريغا هي فئة صغيرة من مفاعل نووي تم تصميمها وتصنيعها من قبل جنرال أتوميكس. وقاد فريق التصميم للتريغا الفيزيائي فريمان دايسون.
ومفاعل تريغا
TRIGA هي اختصار للجملة: (Training, Research, Isotopes, General Atomics)
هو مفاعل نووي للأبحاث وهو من نوع «مفاعل حوض السباحة» أي «مفاعل حوض الماء»، لأنه مفتوح على الهواء (ليس له غطاء). ذلك النوع من المفاعلات يكون صغير القدرة (من 20 kW) إلى عدة ميجا واط (20 MW)وتقوم ببنائها شركة جنرال أتوميكس، وتسلمها بمفتاحها. يقوم ذلك المفاعل بصفة أساسية بإنتاج العناصر المشعة، كما هو وارد في اسمه. وتستخدم العناصر المشعة في الزراعة والطب في التشخيص والعلاج وفي تعقيم الحبوب، والبحوث أساسية أخرى.

## التصميم
تريغا هو مفاعل من النوع الذي يمكن بنائها «كحمام سباحة» (أنظر الشكل 2) في صالة بسيطة مسقوفة. المفاعل مصمم للاستخدام من قبل المؤسسات العلمية والجامعات لأغراض مثل التعليم الجامعي والدراسات العليا والبحوث الأساسية، والاختبارات اللاإتلافية وإنتاج النظائر المشعة التي تستخدم في الطب سواء في التشخيص أو العلاج أو في تعقيم الحبوب الزراعية، وتحسين إنتاج الحبوب الزراعية.
تم تصميمه ليكون «آمنا حتى في أيدي الشباب من طلاب الدراسات العليا ». ويستخدم مفاعل تريغا يورانيوم هيدريد الزركونيوم (UZrH)
كوقود، الذي له معامل تفاعل حراري سلبي كبير، وهذا يعني أنه مع زيادة درجة حرارة قلب المفاعل، يتناقص التفاعل بسرعة. وبالتالي فمن المستبعد جدا، وإن لم يكن من المستحيل أن ينصهر قلب المفاعل النووي. وقد صمم تريغا ليعمل باليورانيوم عالي التخصيب (نحو 20% يورانيوم-235)؛ ولكن في عام 1978 أطلقت وزارة الطاقة الأميركية برنامج التخصيب المنخفض التخصيب لغرض مفاعلات البحوث، الذي روج لاستخدام وقود اليورانيوم المنخفض التخصيب.

## التاريخ
في صيف عام 1956 رأس ادوارد تيلر مجموعة من الشباب الباحثين في الفيزياء النووية لتصميم مفاعل لا يمكن من خلال تصميمه أن يعاني من الانهيار. كان التصميم إلى حد كبير من اقتراح فريمان دايسون. وتم تشغيل النموذج الأول لمفاعل نووي تريغا (تريغا مارك الأول) يوم 3 مايو 1958 في سان دييغو، وظل يعمل حتى عام 1997.
تم إنتاج تصاميم تريغا الاحقة (مارك الثاني والثالث وتصاميم أخرى) وتم بناء نحو 35 مفاعلا في مواقع مختلفة في أنحاء الولايات المتحدة، كما تم تركيب 35 مفاعلا آخر في بلدان أخرى. وقد دعم الرئيس الأمريكي ايزنهاور العديد من هذه المنشآت ضمن سياسة الذرة من أجل السلام في 1953، والتي سعت إلى توسيع نطاق الحصول على التكنولوجيا النووية للبلدان التي هي في مجال النفوذ الأميركي. وبالتالي، فتوجد مفاعلات تريغا في النمسا وبنغلاديش والبرازيل والكونغو وكولومبيا وفنلندا وألمانيا واندونيسيا وإيطاليا واليابان وماليزيا والمكسيك والفلبين وبورتوريكو ورومانيا وسلوفينيا وتايلاند وتركيا وفيتنام والمغرب.
وتأسست في عام 1996 شركة «تريغا أنترناسيونال»، كشركه تتبع جنرال أتوميكس متعاقدة مع شركة سيرسا CERCA ، التي تتبع شركة اريفا AREVA الفرنسية، وهي أكبر شركات التكنولوجيا النووية في فرنسا. ومنذ ذلك الحين فإن تصنيع وحدات الوقود لمفاعل تريغا يتم في فرنسا في شركة سيرسا.
ثم تكونت شركات منافسة لجنرال أتوميكس لتوريد مفاعلات للأبحاث، في كوريا الجنوبية، شركة KAERI ، وفي الأرجنتين وهي شركة INVAP. هذه الشركات تستطيع بناء مفاعلات الأبحاث في البلاد النامية وتسلمها كاملة بمفتاحها.

## التقنية
يبنى مفاعل الأبحاث الحديثة لأغراض امداد الباحثين بنيوترونات لإجراء بحوثهم على مختلف المواد، هذا إلى جانب إنتاج نظائر مشعة للاستخدامات الطبية والصناعية والزراعية. لهذا يُبنى الحوض المائي الذي يثبت في أرضيته قلب المفاعل النووي في هيئة خزان خرساني شبه دائري، يبلغ سمك جداره نحو 3 أمتار من الخرسانة المسلحة لحجب الإشعاعات الخارجة من قلب المفاعل عن إصابة الباحثين العاملين على تجاربهم في صالة أبحاث تحيط بخزان الماء. لكي يحصل الباحثون على النيوترونات تبني أنابيب معدنية تتخلل الجدار شبه الدائري الخرساني. تمتد تلك الأنابيب من مسافة قريبة من (نحو 12 سمتيمتر) من قلب المفاعل، واما من طرف خروج النيوترونات من الأنبوب فهو مزود بباب من الرصاص السميك لغلق الأنبوب في حالة عدم استخدام شعاع النيوترونات، وكذلك في وقت بناء تجربة ما في صالة التجارب تستخدم شعاع النيوترونات؛ كما يخرج مع شعاع النيوترونات من الأنابيب أشعة جاما ناتجة من التفاعل النووي في قلب المفاعل. وهذه الاشعة قد تستخدم هي أيضا لإجراء بعض التجارب. قد يبلغ عدد الأنابيب المبنية خلال الجدار الخرساني السميك 10 أنابيب، متفرعة أفقيا حول قلب المفاعل إلى صالة التجارب، يبنى على كل مخرج منها تجربة غير الأخرى، يرعى كل منها مجموعة من الباحثين المختصين.
إذن، يمكن الباحثون العمل على تجاربهم في صالة التجارب في أمان من الإصابة بإشعاعات قلب المفاعل. كذلك توجد صالة أخرى فوق خزان مياه المفاعل. خزان مياه المفاعل هذا يكون عاليا حيث يبلغ ارتفاعه نحو 10 أمتار؛ وقلب المفاعل النووي يكون مثبتا في أرضيته على ارتفاع نحو نصف متر، وهو عبارة عن قفص معدني صغير (60 سنتيمتر. 60 سنتيمتر. وبارتفاع 110 سنتيمتر) يحوي وحدات الوقود النووي. يحيط الماء قلب المفاعل بما فيه من وحدات الوقود النووي. هذا الماء يعمل على تهدئة سرعة النيوترونات لاستمرارية التفاعل، كما ترتفع درجة حرارته بسبب الطاقة المتحررة من التفاعل النووي الجاري في وحدات الوقود. ولهذا تُبنى أنابيب كبيرة من خزان الماء إلى الخارج وتمر بمبادل حراري ثم يعود الماء إلى الخزان مبردا فتكون درجة حرارته نحو 55 درجة مئوية.
دورة تبريد طاقة المفاعل هذه تسمى «الدورة الأولية» يكون فيها الماء المحيط بقلب المفاعل ملوثا قليلا بمواد مشعة نتيجة ملامسته لوحدات الوقود النووي. في المبادل الحراري تلتقي الدورة الأولية بدورة ثانوية ثانية (معزولة عنها، بمعنى عدم وجود اختلاط بين ماء خزان المفاعل وماء الدورة الثانوية)؛ في المبادل الحراري تنتقل الحرارة العالية نسبيا من مياه المفاعل إلى مياه الدورة الثانوية. مياه الدورة الثانوية تذهب إلى برج تبريد حيث يبرد ماؤها في الهواء، ثم تعود إلى المبادل الحراري، هذا الماء، ماء الدورة الثانوية، يكون خاليا من الشوائب المشعة ولا خطر منه على العاملين.
في صالة المفاعل العلوية يمكن للعاملين الدخول إليها ويقومون ببعض الواجبات، مثل إدلال عينات مواد في أنابيب رأسية تصل من أعلى من صالة المفاعل العلوية إلى جوار قلب المفاعل، فيضرب فيض نيوترونات المفاعل الكثيف في تلك المنطقة تلك العينات فتصبح مشعة، وهكذا تـُنتج عناصر مشعة من تلك العينات، تختلف عمر النصف لها حسب نوع العينة، كما يمكن تحديد شدة إشعاعها حسب زمن بقائها بالقرب من قلب المفاعل النووي. قد يكون هذا الوقت نصف ساعة أو ثلاثة ساعات حسب العنصر المطلوب وشدة إشعاع العينة المطلوب. فإذا كانت العينة المطلوبة مثلا اليود المشع، فإن نصف العمر له تبلغ دقيقة، وبناءا عليه يجب أرسال العنصر المشع على الفور بعد إخراجه من المفاعل إلى مركز استخدامه سواء كان مصنعا أو مستشفى، في سيارة خصوصية أو بطائرة هلوكوبتر لاستخدام العينة قبل فقدانها خاصية الإشعاع.
إذن، من الصالة العلوية يقوم العاملون بتدلية العينات المراد تحضير عناصر مشعة منها بالقرب من قلب المفاعل. ولحماية هؤلاء العاملين من اشعاعات قلب المفاعل من نيوترونات وأشعة غاما يكون حوض المفاعل مملوءا بالماء حتى علو 7 - 9 أمتار، فيحفظ العاملين من الإصابة بإشعاع فوق القدر الذي يعتبر آمنا (تحت 2و0 مللي ريم في الساعة)، والمحدد قانونا.